# Ian Sneddon
Ian Sneddon (Duntocher, 30 novembre 1946) è un ex calciatore scozzese, di ruolo difensore.

## Carriera
Nativo di Duntocher, si avvicinò al gioco del calcio prima al Clydebank Schools e poi al Drumchapel Amateurs. Passò poi nel 1965 all'Hearts, club della massima serie scozzese, militandovi sino al 1975. Esordì con gli Hearts il 12 novembre 1966 nel pareggio per 1-1 contro il Dunfermline. Ottenne con i Maroons come miglior piazzamento in campionato il quarto posto nella Scottish Division One 1969-1970.
Nel maggio 1975 viene ingaggiato dai Denver Dynamos, franchigia statunitense della NASL. Con la squadra di Denver non riuscì ad accedere ai playoff per il titolo della stagione 1975.
Terminata l'esperienza americana, torna in patria per giocare per due stagioni con i cadetti del Greenock Morton.
Nel 1977 torna in America, questa volta in Canada, per giocare nel Windsor Stars, club militante nella NSL. Con il club di Windsor ottenne il quarto posto nella campionato 1977, distinguendosi per ottime prestazioni, come quella del 15 maggio contro i First Portuguese di Marinho.